# 稲葉正備
稲葉 正備（いなば まさなり）は、山城淀藩の第8代藩主。正成系稲葉家宗家12代。官位は従五位下、従四位下、長門守、丹後守。幼名は定之助。

## 経歴
長兄が早世したため、世子となる。文化3年（1806年）、父の死去により跡を継いだ。文化12年（1815年）3月8日、41歳で死去し、跡を長男の正発が継いだ。

## 系譜
父母
- 稲葉正諶（父）
- 松平宗衍の娘（母）

正室
- 阿部正倫の娘

子女
- 稲葉正発（長男）生母は正室